# アブドゥラー・アル＝マイウフ
アブドゥラー・アル＝マユーフ（アラビア語: عبد الله المعيوف、Abdullah Al-Mayouf、1987年1月23日 - ）はサウジアラビア・リヤドのサッカー選手。ポジションはGK。元サウジアラビア代表。サウジ・プロフェッショナルリーグ・アル・イテハドに所属している。

## 経歴

### アル・アハリ
2007年、サウジ・プロフェッショナルリーグのアル・アハリ・ジッダに移籍。しかし出番はほとんど訪れず、2013-14シーズンにやっと定位置をつかむことが出来た。2015-16シーズン中に契約更新をクラブから打診されたが、これを拒否した。

### アル・ヒラル
2016年8月13日、育成世代時に在籍したアル・ヒラルに活躍の場を移した。契約期間は2年。同年8月13日のアル・バティン戦でデビュー。AFCチャンピオンズリーグ2017決勝の浦和レッドダイヤモンズ戦では1stレグ、2ndレグともにゴールマウスを守ったが、相手のラファエル・シルバの活躍もあり、合計スコア1-2で敗れた。

### アル・イテハド
2023年9月3日、ヤシン・ブヌの加入により押し出される形でアル・イテハドに2年契約で移籍した。
元ブラジル代表マルセロ・グロエを前に出場機会は限られたが、シーズン終盤はポジション奪取に成功し、リーグ戦12試合に出場した。

### アル・シャバブ
2024年9月10日、アル・シャバブへの加入が発表された。

### 代表
2013年、代表に初招集。
長らくワリード・アブドッラーやヤーセル・アル＝モサイレムを前にレギュラーとしては活躍出来ず、さらにはロシアW杯最終予選中にはムハンマド・アル＝オワイスが代表に定着。出番は限られていたが、2017年ロシアW杯最終予選UAE戦で久々の代表出場を果たすと、ワリードを抑えて2018 FIFAワールドカップのメンバーに選出された。背番号1を背負い、初戦のロシア戦に先発出場を果たしたが、5失点を喫してチームは敗北。以降自身の出番はなく、大会を終えた。

## 代表歴

### 出場大会
- サウジアラビア代表
  - 2018 FIFAワールドカップ

### 試合数
- 国際Aマッチ 14試合 0得点（2010年-2019年）[4]

| サウジアラビア代表 | 国際Aマッチ | 国際Aマッチ |
| 年                 | 出場        | 得点        |
| ------------------ | ----------- | ----------- |
| 2010               | 1           | 0           |
| 2011               | 0           | 0           |
| 2012               | 0           | 0           |
| 2013               | 1           | 0           |
| 2014               | 1           | 0           |
| 2015               | 0           | 0           |
| 2016               | 0           | 0           |
| 2017               | 5           | 0           |
| 2018               | 4           | 0           |
| 2019               | 2           | 0           |
| 通算               | 14          | 0           |